# Relations entre Chypre et l'Union européenne
 (août 2025).
Améliorez-le ou discutez des points à vérifier. 
Les relations entre Chypre et l'Union européenne sont des relations verticales impliquant l'organisation supranationale et un de ses États membres.
Chypre est l'un des États intégré le plus récemment dans l'Union européenne, et ce, malgré son positionnement géographique en Asie, c'est d'ailleurs le seul pays dans ce cas de figure. L'île de Chypre, de tradition grecque (Antiquité et Moyen Âge) et turque (époque ottomane) est de jure totalement intégrée à l'UE en raison de sa situation particulière, le traité d'adhésion qu'elle a ratifié contient un protocole spécifique stipulant la suspension de l'acquis communautaire dans la partie nord de l'île.

## Historique

### Relations avant l’adhésion
L'île de Chypre devient indépendante du Royaume-Uni en 1960 mais les deux communautés principales de l’île (Chypriotes grecs et turcs) s'opposent jusqu'à en arriver à s'affronter par la force. Après l'intervention des armées grecque et turque en 1974, l'île est séparé en deux États (la république de Chypre, à majorité chypriote grecque au sud et la république turque de Chypre du Nord, à majorité chypriote turque et turque, au nord) et l'ONU met en place une ligne de séparation physique entre les deux parties.
Le gouvernement bi-communautaire signe le 19 décembre 1972 un accord d'association avec la Communauté économique européenne qui entre en vigueur l'année suivante et dont les des deux parties de l'île devaient bénéficier ; cependant après la partition, seule la partie sud est reconnue par la communauté internationale et les instances européennes, ce qui limite le champ d'application seulement à celle-ci. L'union douanière aboutit en 2002 approfondissant l'intégration de la république de Chypre à l'Union européenne, son adhésion est validée la même année.

### Phase d'adhésion
Avant que celles-ci ne commencent, Gláfkos Klirídis, Président chypriote grec, proposa aux chypriotes turcs de participer aux négociations. Ceci est refusé et les négociations débutent formellement le 30 mars 1998. Lors du sommet d'Helsinki des 10 et 11 décembre 1999, la résolution du problème de réunification de Chypre n'est plus considérée comme un préalable à l'adhésion chypriote, parallèlement la Turquie se voit accorder le statut de candidat.
Le 16 avril 2003, Chypre signe le traité d'adhésion, ainsi qu'un protocole spécifique sur Chypre du nord ; l'île entre finalement dans l'Union le 1er mai 2004.

### Crise financière
Dans l'histoire récente, Chypre la Grèce entretienne une relation politico-économique étroite s'appuyant sur leurs origines helléniques communes ; c'est pourquoi lorsque la crise de la dette publique grecque s'est amplifiée, Chypre a dû faire appel à l'aide financière de la zone euro pour contenir les risques pesant sur son économie, et notamment de son secteur financier dont les deux principales banques ont subi des pertes évaluées importantes en raison du plan de sauvetage pour la Grèce. Un accord a été trouvé avec les représentants de l'Union européenne, de la Banque centrale européenne et du FMI portant sur un plan de sauvetage en échange d'une taxe exceptionnelle sur les dépôts bancaires chypriotes ainsi qu'une hausse de l'impôt sur les sociétés.

## Positionnement vis-à-vis de l'Union européenne

### Opinion publique
Le 30 mars 2000, le quotidien Kıbrıs écrit que selon un sondage les objectifs prioritaires des Chypriotes turcs sont la résolution du conflit avec la république de Chypre et l'adhésion à l'Union. Côté chypriote grec, l'opinion publique est majoritairement pro-européenne en 2002.

### Partis politiques
Avant l'adhésion, un consensus très large de la classe politique chypriote grecque et de la société civile émerge et voit dans cet évènement historiques, une possibilité de réunification des deux communautés. Un rapport du Sénat français note qu'« alors même que la situation économique de l'île ne profitera pas nécessairement de l'adhésion en raison des nouvelles contraintes que la législation communautaire fera peser sur elle, les Chypriotes grecs sont unanimes à considérer l'Union européenne comme leur avenir ». La situation dans la partie nord est plus nuancée avec des réactions du côté de la plupart des dirigeants chypriotes turcs assez pessimistes voyant dans l'adhésion, une possibilité pour les chypriotes grecs de les éloigner de la possibilité d'avoir un État indépendant et souverain. Pour Rauf Denktaş, le dirigeant historique de la RTCN, « l'Union européenne est une arme entre les mains des Grecs pour détruire les Turcs ». Pour d'autres dirigeants chypriotes turcs, le discours est plus nuancé avec une volonté de faire partie de l'Union européenne.

### Référénces
1. ↑  « Acte relatif aux conditions d'adhésion à l'Union européenne de la République tchèque, de la République d'Estonie, de la République de Chypre, de la République de Lettonie, de la République de Lituanie, de la République de Hongrie, de la République de Malte, de la République de Pologne, de la République de Slovénie et de la République slovaque, et aux adaptations des traités sur lesquels est fondée l'Union européenne - Protocole no 10 sur Chypre - 12003T/PRO/10 », sur EUR-Lex (consulté le 20 février 2017).
2. ↑  Semin Suvarierol, « La question de l'adhésion de Chypre à l'Union européenne et le problème de la République turque de Chypre du Nord », un article du Centre d'études et de recherches internationales,‎ septembre 2001 (lire en ligne, consulté le 20 février 2017).
3. ↑  « Chypre : comment on en est arrivé là », sur La Tribune (consulté le 22 février 2017).
4. ↑  Suvarierol 2001, p. 7
5. ↑  Haenel et al. 2002
6. ↑  « La candidature de Chypre à l'Union européenne », sur le site du Sénat français (consulté le 22 février 2017).